# Śmiertelne wizje
Śmiertelne wizje (ang. Deadly Visions) – kanadyjski thriller z 2004 roku w reżyserii Michaela Scotta.
Światowa premiera filmu miała miejsce 18 października 2004 roku, natomiast w Polsce odbyła się 21 sierpnia 2008 roku.

## Opis fabuły
Dzięki przeszczepowi rogówki Ann Culver (Nicollette Sheridan) zostaje uratowana przed ślepotą. Doznaje jednak wizji mężczyzny z łomem i dziecka. Dochodzi do wniosku, że są to obrazy, jakie widziała przed śmiercią dawczyni organu. Ann rozpoczyna własne śledztwo, ściągając na siebie niebezpieczeństwo.

## Obsada
- Nicollette Sheridan jako Ann
- Gordon Currie jako John Culver
- Philip Granger jako Porucznik Austin Burke
- Kyle Cassie jako Lon Saunders
- Marion Eisman jako doktor Reese
- Linda Darlow jako Miriam Angeletti
- David Petersen jako Will Angeletti
- Michael Eklund jako Steven

i inni.